# راسموس فراندسن
راسموس فراندسن (انگلیسی: Rasmus Frandsen; ۱۷ آوریل ۱۸۸۶ – ۵ دسامبر ۱۹۷۴) قایقران روئینگ اهل دانمارک بود.